# Montigny-en-Gohelle
Montigny-en-Gohelle település Franciaországban, Pas-de-Calais megyében. Lakosainak száma 9667 fő (2022. január 1.). Montigny-en-Gohelle Courrières, Hénin-Beaumont, Billy-Montigny és Fouquières-lès-Lens községekkel határos.

## Népesség
A település népességének változása:
| Lakosok száma | 10 227 | 10 409 | 10 249 | 10 198 | 10 315 | 10 180 | 10 086 | 9870 | 9667 |
|               | 2013   | 2015   | 2016   | 2017   | 2018   | 2019   | 2020   | 2021 | 2022 |